# Communauté de communes Arguenon - Hunaudaye
La Communauté de communes Arguenon - Hunaudaye est une ancienne communauté de communes française, située dans le département des Côtes-d'Armor, en région Bretagne.

## Histoire
Créée le 24 décembre 1992, la communauté de communes Arguenon - Hunaudaye est formée des six communes composant le canton de Jugon-les-Lacs. À la suite de la création de la commune nouvelle de Jugon-les-Lacs le 1er janvier 2016, fusionnant Jugon-les-Lacs et Dolo, l'intercommunalité n'en comptait plus que cinq.
Du fait de sa population insuffisante, la communauté de communes a été contrainte de fusionner avec Lamballe Communauté. Cette fusion conduit les communes membres d'Arguenon-Hunaudaye à sortir du périmètre du Pays de Dinan pour entrer dans celui de Saint-Brieuc.
Le 31 décembre 2016, elle est dissoute et ses communes membres rejoignent la nouvelle communauté d'agglomération Lamballe Terre et Mer.

### Identité visuelle

Logo de l'intercommunalité de 1992 à 2012
Logo de l'intercommunalité de mai 2012 à décembre 2016

## Territoire communautaire

### Géographie
Située entre Lamballe et Dinan, à l'est du département, la communauté de communes regroupait l'ensemble des communes du canton de Jugon-les-Lacs.

### Composition
Au 1er janvier 2016, elle était composée des 5 communes suivantes :
| Nom                    | Code Insee | Gentilé      | Superficie (km2) | Population (dernière pop. légale) | Densité (hab./km2) |
| ---------------------- | ---------- | ------------ | ---------------- | --------------------------------- | ------------------ |
| Jugon-les-Lacs (siège) | 22084      | Jugonnais    | 38,03            | 2 485 (2014)                      | 65                 |
| Plédéliac              | 22175      | Plédéliacais | 51,75            | 1 393 (2014)                      | 27                 |
| Plénée-Jugon           | 22185      | Plénéens     | 61,36            | 2 418 (2014)                      | 39                 |
| Plestan                | 22193      | Plestannais  | 32,81            | 1 567 (2014)                      | 48                 |
| Tramain                | 22341      | Traminois    | 9,25             | 677 (2014)                        | 73                 |

### Démographie
| 1999  | 2006  | 2009  | 2011  | 2013  |
| ----- | ----- | ----- | ----- | ----- |
| 7 200 | 7 825 | 8 145 | 8 342 | 8 483 |

## Administration

### Siège
Le siège de la communauté de communes était à Dolo, commune déléguée de Jugon-les-Lacs, au Manoir du Lou.

### Conseil communautaire
Les 27 conseillers titulaires étaient répartis selon le droit commun comme suit :
| Nombre de conseillers | Communes                |
| --------------------- | ----------------------- |
| 7                     | Plénée-Jugon            |
| 5                     | Jugon-les-Lacs, Plestan |
| 4                     | Plédéliac               |
| 3                     | Dolo, Tramain           |

### Élus
La communauté de communes était administrée par un conseil communautaire constitué en 2014 de 27 conseillers communautaires.
À la suite des élections municipales de 2014 dans les Côtes-d'Armor, le conseil communautaire du 18 avril 2014 avait réélu son président, Jean Mégret, adjoint au maire de Dolo, ainsi que ses 7 vice-présidents. La liste des vice-présidents était alors la suivante :
|     | Attributions                             | Identité          | Qualité                                  |
| --- | ---------------------------------------- | ----------------- | ---------------------------------------- |
| 1er | Tourisme                                 | Éric Moisan       | Maire de Dolo                            |
| 2e  | -                                        | Roger Aubrée      | Maire de Jugon-les-Lacs                  |
| 3e  | Associations communautaires et personnel | Sylvain Oréal     | Premier adjoint au maire de Plédéliac    |
| 4e  | -                                        | Chantal Dejoué    | Maire de Tramain                         |
| 5e  | Finances                                 | Olivier Morand    | Premier adjoint au maire de Plénée-Jugon |
| 6e  | Environnement                            | Armand Guérin     | Conseiller municipal de Plénée-Jugon     |
| 7e  | Déchets                                  | Jean-Pierre Carlo | Maire de Plestan                         |

### Liste des présidents
| Période    | Période       | Identité        | Étiquette | Qualité |
| ---------- | ------------- | --------------- | --------- | --- |
| 1993       | avril 2008    | Claudy Lebreton | PS        | Maire de Plénée-Jugon (1977 → 2001) Premier adjoint au maire (2001 → 2008) Conseiller général de Jugon-les-Lacs (1992 → 2015) Président du conseil général des Côtes-d'Armor (1997 → 2015) |
| avril 2008 | décembre 2016 | Jean Mégret     | PS        | Premier adjoint au maire de Dolo (1989 → 2014) Réélu en 2014 |